# Cas Karate
El cas Karate és el cas més gran de pederàstia jutjat a l'estat Espanyol.

## Judici
Fernando Antonio Torres Baena, més conegut com a Torres Baena, va ser condemnat el març de 2013 a 302 anys de presó per actuar com un depredador sexual, després d'haver abusat de més de 35 nens. Professor de karate (posseeix el setè dan), havia estat un karateka de prestigi internacional.